# Patriotes.eu
|  | No s'ha de confondre amb Patriotes per Europa. |

Patriotes.eu és un partit polític europeu d'extrema dreta i euroescèptic, agrupant partits nacionalistes i populistes de dretes. El partit va ser fundat el 13 d'agost de 2014 com a Moviment per l'Europa de les Nacions i les Llibertats (MENF per les seves sigles en francès), després de la creació d'un grup al Parlament Europeu amb el mateix nom, i va ser reanomenat com a Partit Identitat i Democràcia (ID per les seves sigles en francès) el 19 d'abril de 2019, nom que va mantenir fins al 2024.
Els seus membres al Parlament Europeu formen part del grup Patriotes per Europa durant la X legislatura, mentre que a la IX legislatura (2019-2024) ho van fer del grup Identitat i Democràcia i a la VIII legislatura (2014-2019) de l'Europa de les Nacions i les Llibertats (ENF). Aquests canvis de nom dels grups són els que han provocat el canvi de nom del partit.

## Història
Després de les eleccions al Parlament Europeu de 2014, els partits afiliats a l'Aliança Europea per la Llibertat, del que formaven part Jean-Marie Le Pen, Marine Le Pen, el Partit de la Llibertat d'Àustria i Gerolf Annemans del Vlaams Belang, entre d'altres, van intentar sense èxit formar un grup polític del Parlament Europeu. Després d'aquest intent, finalment el Front Nacional francès, la Lliga Nord, el Partit de la Llibertat d'Àustria, el Vlaams Belang i el Partit Democràtic Cívic van fundar el Moviment per l'Europa de les Nacions i de les Llibertats.
Més tard, es va decidir crear un partit polític a escala europea sense l'holandès Partit per la Llibertat, ja que declina ser finançat per la Unió Europea. Si bé, la fundació va tenir complicacions, ja que el polonès Congrés de la Nova Dreta va afirmar que seria part de la nova aliança, però va ser acusat pel Front Nacional francès de difondre informacions falses als mitjans de comunicació polonesos i austríacs. Finalment, i després de l'expulsió de Janusz Korwin-Mikke com a president del partit, substituït per Michal Marusik, el KNP va formar part de la creació del partit.
El partit va ser reconegut pel Parlament Europeu el 2015 sota el nom de Moviment per l'Europa de les Nacions i de les Llibertats, amb una subvenció per aquell mateix any de 1,170,746 €. També es va reconèixer la seva fundació, sota el nom de Fundació per una Europa de les Nacions i de les Llibertats amb una dotació econòmica de 621.677 €.
Finalment, el 16 de juny de 2015, es va crear el Grup Parlamentari Europa de les Nacions i la Llibertat amb els membres del partit polític junt amb el Partit per la Llibertat dels Països Baixos, i un antic membre del Partit de la Independència del Regne Unit, Janice Atkinson. Poc després es va celebrar el primer congrés del moviment, a la ciutat de Perpinyà, reunint als membres del partit, així com a diputats de Reagrupament Nacional, amb l'objectiu de donar visibilitat al partit francès.
Durant aquella legislatura al Parlament Europeu, el mitjà de comunicació europeu Politico, va informar que el Moviment per l'Europa de les Nacions i de les Llibertats devia al Parlament 535.818 € per diverses resolucions on prohibien al partit l'ús de les subvencions europees per finançar les campanyes electorals i de referèndums a escala local dels partits membre. El partit va negar fermament aquestes acusacions dient que només havien de retornar els fons de la UE no utilitzats al Parlament Europeu.
El 2019, abans de les Eleccions Europees, el partit es va ampliar amb l'entrada del Partit Popular Conservador d'Estònia i el Som Família d'Eslovàquia. Posterior a les eleccions europees, el partit es va reanomenar a Partit Identitat i Democràcia, com també el seu grup al Parlament Europeu i la fundació, i va incloure nous partits com la Lliga per Salvini Premier d'Itàlia, el setembre de 2019, el nacionalista portuguès Prou! a mitjans de 2020, el partit Alternativa per Alemanya el juliol de 2023 i el Partit Nacional Eslovac i Renaixement de Bulgària el gener de 2024.
Si bé, una vegada començada la campanya electoral de les eleccions europees de 2024, el Grup Identitat i Democràcia i el partit van decidir expulsar a l'Alternativa per Alemanya després d'unes declaracions de Maximilian Krah, cap de llista del partit, afirmant que a l'organització nazi Schutzstaffel (SS) no tots eren criminals. A aquestes declaracions es va sumar l'inici de la investigació a Krah, junt amb el seu número dos Petr Bystrom, per suposadament rebre diners de Rússia. Aquesta decisió, impulsada per Reagrupament Nacional, va rebre el suport de la Lliga i Llibertat i Democràcia Directa, mentre que Interès Flamenc i el Partit Popular Danès van mostrar els seus dubtes.
Una vegada passades les eleccions i durant les negociacions de constitució dels grups parlamentaris, el Partit Nacional Eslovac i Llibertat i Democràcia Directa de Txèquia van decidir sortir del partit europeu per conformar, junt amb l'expulsat Alternativa per Alemanya i altres partits d'extrema dreta com la Confederació de Llibertat i Independència de Polònia o Reconquesta de França, el nou grup parlamentari Europa de les Nacions Sobiranes.
Una vegada constituïda la X legislatura del Parlament Europeu, la formació va tornar a canviar el seu nom a Patriots.eu per, de la mateixa manera que van fer el 2019, assimilar-se amb el nom del grup parlamentari, mantenint el mínim de 7 partits necessaris per a la seva supervivència. L'organització va aprovar en aquell moment un nou manifest i una nova direcció, de nou encapçalada pel belga Gerolf Annemans d'Interès Flamenc.

## Prioritats polítiques
El Partit Identitat i Democràcia es basa en la construcció d'una Europa unida, rebutjant el complet desmantellament de la Unió Europea, però criticant les activitats actuals de la unió, a la que acusa de ser ultraliberal i massa burocràtica. Les prioritats polítiques del partit es fonamenten en sis punts per construir una Europa que estigui composta per nacions que mantinguin la seva sobirania i identitat:
- Democràcia: l'ID Parti basa el seu projecte en els principis democràtics i la carta dels drets fonamentals, rebutjant qualsevol afiliació passada o present, connexió o simpatia a qualsevol projecte autoritari o totalitari.
- Sobirania: el partit aposta per un model d'Unió Europea de col·laboració i cooperació entre nacions, però rebutjant la creació d'un superestat o estaments supranacionals, oposant-se a qualsevol transferència de sobirania nacional.
- Identitat: tots els membres del Partit Identitat i Democràcia basen la seva aliança en la preservació de la identitat dels pobles i les nacions d'Europa, segons el mateix partit, d'acord amb les característiques específiques de cada poble, amb ple dret a controlar o regular la immigració.
- Especificació: tots els partits de l'ID Parti reconeixen el dret de la resta a defensar els seus models propis d'estat, tant en l'àmbit econòmic, social, cultura o territorial, preservant la diversitat dels projectes locals.
- Llibertats: el Partit Identitat i Democràcia basen les seves propostes de llibertats en la defensa de la llibertat individual i en la importància de protegir la llibertat d'expressió, especialment als entorns digitals que, segons el mateix partit, es troben cada vegada més en perill.
- Cultura: el manifest de l'ID Parti afirma que la cultura és l'essència de tota acció política i aposten per la pedagogia cultural i científica per desenvolupar una consciència política ciutadana.

## Estructura
Patriotes.eu opera com una associació internacional sense ànim de lucre segons la llei francesa. Els estatuts del Partit Identitat i Democràcia s'han modificat diverses vegades, sent la darrera versió l'aprovada el 2024. L'organització interna del Partit Identitat i Democràcia es compon de tres estaments estatutaris: la Presidència, el Secretariat i l'Assemblea General.

### Direcció
La direcció de Patriotes.eu està formada per un president, un vicepresident, un tresorer i un número no indicat de membres de la presidència. El seu mandat es compren entre Assemblees Generals, i són els encarregats de marcar la línia política del partit, així com l'aprovació dels comptes i l'entrada o sortida de nous membres.

#### President
- Gerolf Annemans  (VB, Bèlgica)

#### Membres de la Direcció
- Jordan Bardella  (RN, França)
- Marine Le Pen  (RN, França)
- Harald Vilimsky  (FPÖ, Àustria)
- Marco Campomenosi  (Lega, Itàlia)

#### Tresorer
- Catherine Griset  (RN, França)

### Secretariat
El Secretariat s'encarrega de la gestió diària i la representació del Partit, així com la coordinació entre els diferents partits membre de l'ID Parti, així com la preparació de les reunions de la presidència i les Assemblees Generals. En formen part el president i els vicepresidents del partit.

### Assemblea General
L'Assemblea General és el màxim òrgan del Partit Identitat i Democràcia, i qui marca les línies polítiques generals del partit, així com la seva presidència. En formen part els representants de tots els membres del partit.

## Membres
Patriotes.eu defineix als seus estatuts com a membres de l'entitat als partits o persones que paguen les quotes anuals fixades per la presidència, mentre que els observadors són qui no les paguen. No existeix cap límit de membres, ni de mínim ni de màxim.
El partit compta actualment amb 7 partits:
| Estat         | Nom (català)                         | Nom (llengua del país)            | abr. | Eurodiputats |
| ------------- | ------------------------------------ | --------------------------------- | ---- | ------------ |
| Àustria       | Partit de la Llibertat d'Àustria     | Freiheitliche Partei Österreichs  | FPÖ  | 6 / 20       |
| Bèlgica       | Interès Flamenc                      | Vlaams Belang                     | VB   | 3 / 22       |
| Estònia       | Partit Popular Conservador d'Estònia | Eesti Konservatiivne Rahvaerakond | EKRE | 0 / 7        |
| França        | Reagrupament Nacional                | Rassemblement National            | RN   | 30 / 81      |
| Itàlia        | Lliga                                | Lega                              |      | 8 / 76       |
| Països Baixos | Partit per la Llibertat              | Partij voor de Vrijheid           | PVV  | 6 / 31       |
| Portugal      | Prou!                                | Chega!                            | CH   | 2 / 21       |

### Anteriors membres
| Estat      | Nom (català)                   | Nom (llengua del país)        | abr. | Notes                         |
| ---------- | ------------------------------ | ----------------------------- | ---- | ----------------------------- |
| Alemanya   | Alternativa per Alemanya       | Alternative für Deutschland   | AfD  | Expulsats al 2024             |
| Grècia     | Nova Dreta                     | Νέα Δεξιά Nea Dexia           | ND   | Deixen de ser membres al 2023 |
| Eslovàquia | Som Família                    | Sme Rodina                    |      | Deixen de ser membres al 2023 |
| Eslovàquia | Partit Nacional Eslovac        | Slovenská národná strana      | SNS  | Deixen de ser membres al 2024 |
| Bulgària   | Moviment Volya                 | Движение Воля                 |      | Deixen de ser membres al 2022 |
| Bulgària   | Renaixement                    | Възраждане                    |      |                               |
| Regne Unit | Moviment per Gran Bretanya     | For Britain Movement          |      | Dissolts al 2022              |
| Polònia    | Congrés de la Nova Dreta       | Kongres Nowej Prawicy         | KNP  | Deixen de ser membres al 2019 |
| Txèquia    | Partit Conservador Cívic       | Občanská konzervativní strana | OKS  | Deixen de ser membres al 2016 |
| Txèquia    | Llibertat i Democràcia Directa | Svoboda a přímá demokracie    | SPD  | Deixen de ser membres al 2024 |